# شتتفلد
شتتفلد (به آلمانی: Stettfeld) یک شهر در آلمان است که در هاسبرگه واقع شده‌است.